# Kamień (frakcja)

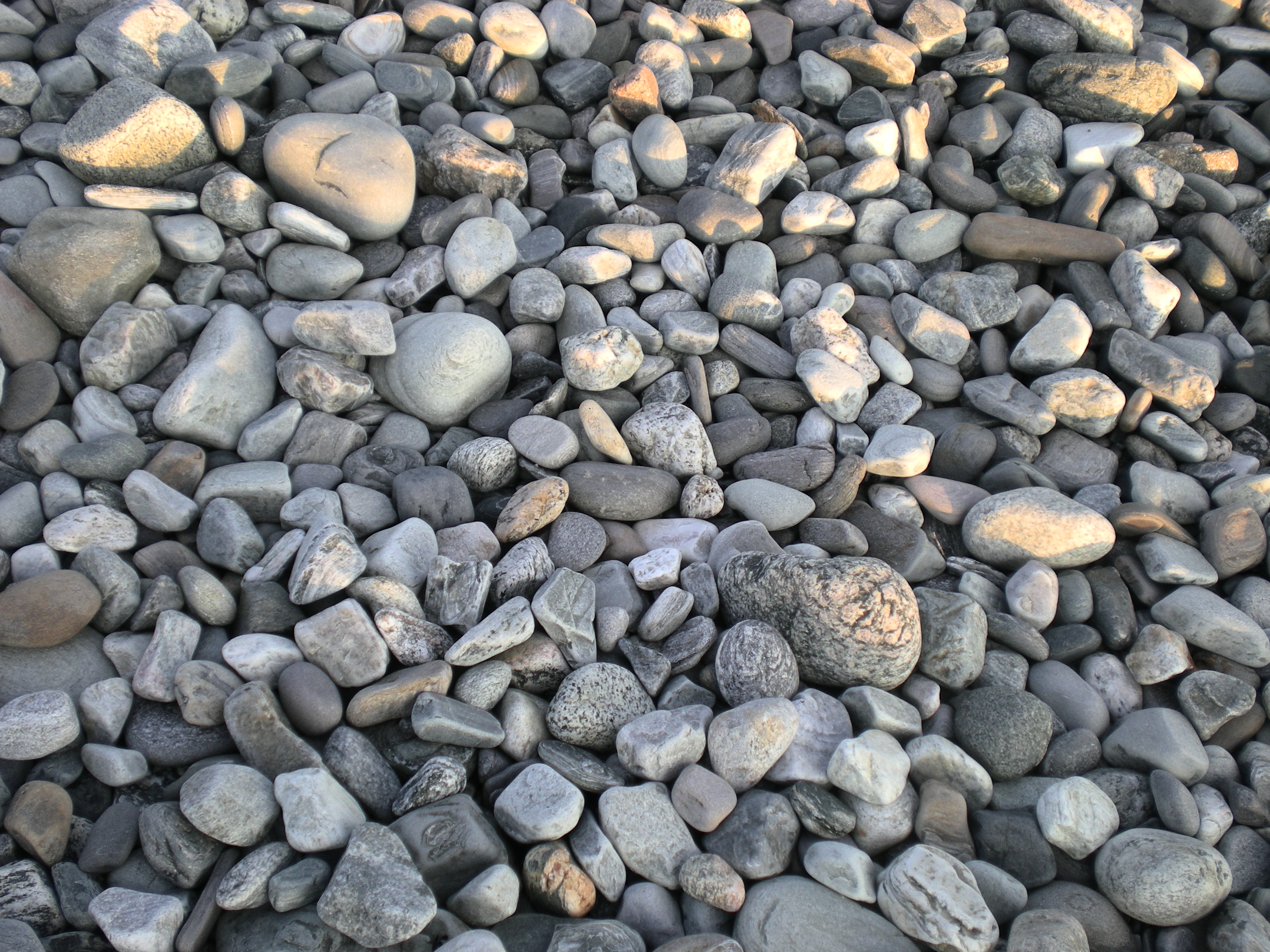
Kamienie i niewielkie głazy na plaży morskiej w północnej Norwegii

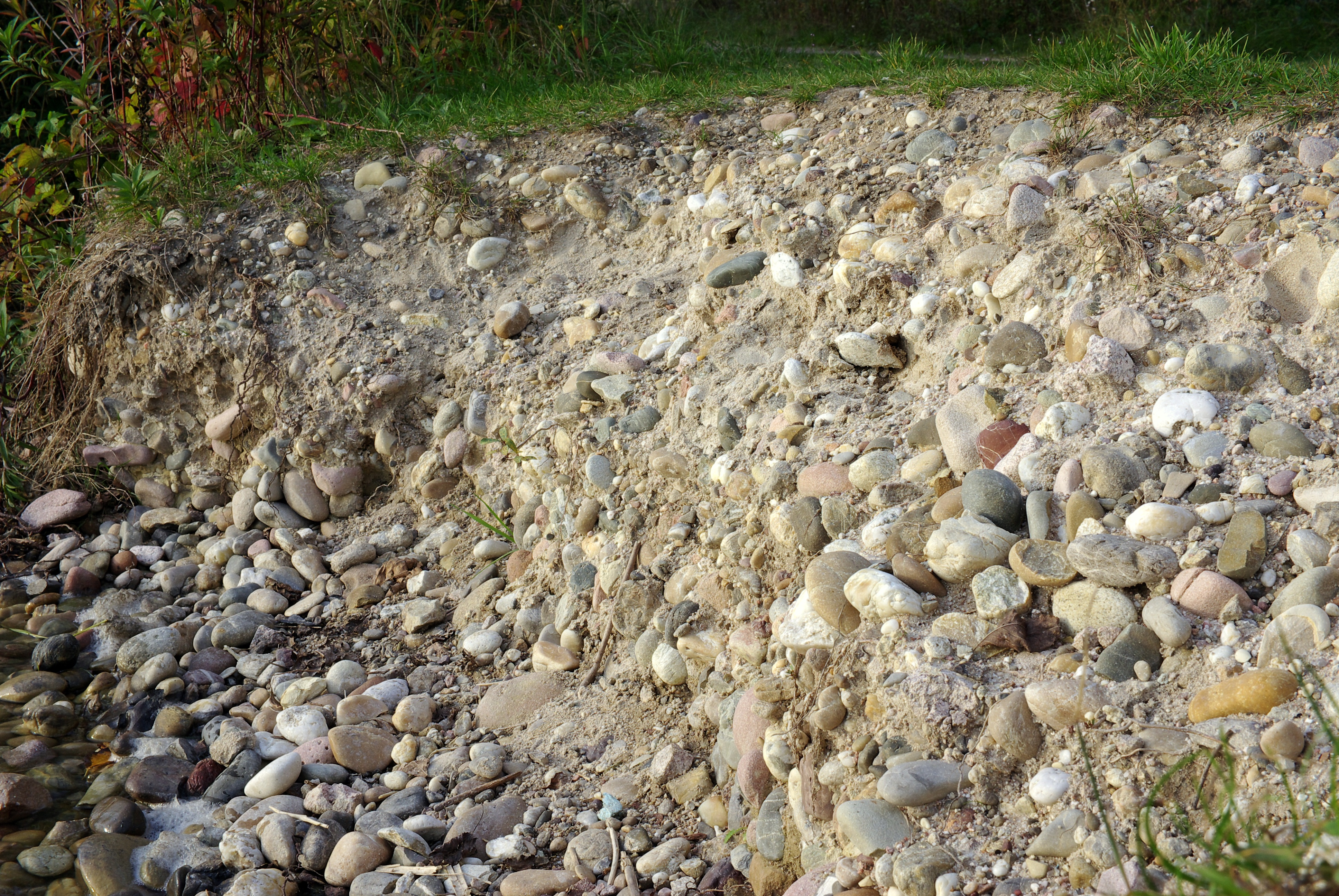
Kamienie jako części szkieletowe gleby na zboczu stawu kamieniołomu w pobliżu Bietigheim w Niemczech

Kamienie, frakcja kamienista – jedna z frakcji granulometrycznych, czyli populacji ziaren (cząstek) mineralnych lub fragmentów skały o określonej wielkości (średnicy zastępczej), stosowana w naukach przyrodniczych (m.in. w gleboznawstwie i geologii) i w technicznych (m.in. w budownictwie). Kamienie, w zależności od przyjętego podziału, mają kilka – kilkanaście cm średnicy.
Kamienie są zazwyczaj odłamkami skał, mniej lub bardziej zwietrzałymi. Jedynie rzadko są to pojedyncze ziarna minerałów. Stopień obtoczenia może być bardzo różny i zależy od długości transportu jakiemu był poddany kamień.
Różne nauki stosują odmienne graniczne wielkości kamieni, często nawet w obrębie tej samej dyscypliny stosuje się różne podziały na frakcje. Fakt ten może często prowadzić do nieporozumień, gdzie te same utwory badane przez przedstawicieli różnych nauk są inaczej opisywane.
| Podział na frakcje                                    | Przedział wielkości w milimetrach | Uwagi                                                     |
| ----------------------------------------------------- | --------------------------------- | --------------------------------------------------------- |
| „Klasyfikacja uziarnienia gleb i utworów mineralnych” | 75< d ≤200                        | obowiązuje w polskim gleboznawstwie od 2008 r.            |
| „Przyrodniczo-genetyczna klasyfikacja gleb Polski”    | d >20                             | obowiązywała w polskim gleboznawstwie od 1956 do 2008 r.  |
| Podział na frakcje według amerykańskiego USDA         | 76< d ≤600                        | cobbles (drobniejsze) i stones (większe), stosowana w USA |
| Podział na frakcje według FAO                         | 60< d ≤200                        | stones, stosowana przez ONZ                               |
| Polska Norma PN-B-02480:1986                          | d >40                             | polska klasyfikacja gruntów budowlanych                   |
| PN-EN ISO 14688-1:2006                                | 63< d ≤200                        | klasyfikacja gruntów budowlanych ISO                      |

W wielu klasyfikacjach uziarnienia, zwłaszcza geologicznych i geomorfologicznych, frakcja kamieni nie jest w ogóle wydzielana. Wydziela się frakcję żwiru i, większą od niej, frakcję głazów.
Słowo „kamień”, z odpowiednim przymiotnikiem, jest często spotykane w jubilerstwie (gdzie występują kamienie szlachetne, i ozdobne) oraz budownictwie (gdzie oprócz kamieni drogowych i budowlanych występują także kamienie dekoracyjne, elewacyjne). W takich wypadkach nie musi to oznaczać, że mają one „wielkość” frakcji kamieni. Nazwy te odnoszą się najczęściej do określonych minerałów lub skał, które, z racji swojego ozdobnego wyglądu lub właściwości, pełnią określone funkcje użytkowe.

## Kamień w literaturze
Tak o kamieniu przydrożnym pisał poeta Franciszek Karpiński w wierszu Człowiek i kamień.

Kamień leżał w środku drogi;
Mimo przechodząc ubogi,
Stłukł nogę, łajał kamienie,
„Na cóż to próżne stworzenie?
On siebie nie zna, czy lato,
Czyli go śniegi przysuły!”
A kamień odpowie na to:
„A tobież lepiej, żeś czuły?”